# Der Zug war pünktlich
Der Zug war pünktlich ist eine Erzählung und die erste Veröffentlichung des Autors Heinrich Böll. Das anteilig autobiografische Werk entstand 1948 und wurde erstmals 1949 veröffentlicht (ursprünglicher Titel: Zwischen Lemberg und Czernowitz). 

## Inhalt
Andreas, ein deutscher Soldat, macht sich 1943 nach einem Urlaub in seiner Heimatstadt auf den Weg zurück an die Ostfront. Bereits als er seine Reise antritt, hat er eine Vorahnung, dass er nicht mehr lange leben wird. Seine Reise beginnt kurz vor Dortmund und führt durch Polen in Richtung Schwarzes Meer; sie endet in Stryj, nahe Lwow (Lemberg), heute Ukraine. Während der Reise wird der Gedanke, dass der Tod ihm bevorsteht, immer konkreter und wird von dem Soldaten mit einem Zeitpunkt und einem Ort verknüpft.
Mit seinen Wegbegleitern, dem Unrasierten, Willi, einem trinkenden, von der eigenen Frau betrogenen Unteroffizier, und dem Blonden, einem lebensmüden Soldaten, der an der Front von seinem Vorgesetzten missbraucht worden ist, erreicht er Lemberg, wo sie spielen, trinken und ein Bordell besuchen. Hier lernt er die Prostituierte Olina kennen, die eigentlich für den Widerstand tätig ist. Sie will ihm ein anderes Leben zeigen und überredet ihn, gemeinsam mit ihr seinem Schicksal zu entfliehen. Am Ende wird das Auto, in dem sie sitzen, zu der Zeit und an dem Ort, die Andreas vorhersah, von einer Granate getroffen.
Ob Andreas letztendlich tot ist, wird nicht deutlich, jedenfalls nicht ausdrücklich. Der Böll-Forscher Bernd Balzer über den Schluss der Erzählung bzw. das Schicksal von Andreas und Olina: „der Fluchtwagen wird – zwischen Lemberg und Czernowitz – von Partisanen beschossen, und beide kommen um.“

## Personen
Hauptpersonen
ANDREAS
Andreas war 23 Jahre alt, als er an die Front zurückgeschickt wurde. Er wurde am 15. Februar 1920 in Deutschland geboren. Seine Eltern – die ihn eigentlich nicht wollten – kannte er nicht. Er wuchs bei seiner Tante auf, ihr Mann war ein erfolgreicher Rechtsanwalt und Alkoholiker. Seine Person war eher ruhig und sehr nachdenklich. Kleinste Geräusche lösten bei ihm Gedankenströme aus, die er nie wirklich zu kontrollieren vermochte. Oft versank er in seine Gedanken und verlor dabei den Bezug zur Realität.
OLINA
Andreas’ letzte Liebe, 23 Jahre alt, geboren 12. Februar 1920, studierte Musik, war Pianistin, schafft in Lemberger Bordell an und ist zudem Spionin für den Widerstand.
DER UNRASIERTE
Wegbegleiter von Andreas während der Fahrt an die Ostfront. Vorname Willi, Unteroffizier, verheiratet. Bei seinem Heimurlaub hat Willi seine Ehefrau beim Ehebruch mit einem Russen überrascht. Dies veranlasste ihn, unverzüglich wieder an die Front zurückzukehren. Dabei verprasst er das Geld, welches er sich für die Rückzahlung seiner Resthypothek im Krieg zusammensparte. Willi besäuft sich ständig, dabei sorgt er für das Wohlergehen von Andreas und dem „Blonden“.
DER BLONDE
Sohn eines Fahnen- und Wehrzeichenfabrikanten. Zweiter Wegbegleiter von Andreas. Der Blonde ist geschlechtskrank. Er wurde beim letzten Fronteinsatz auf Vorposten in den Ssiwasch-Sümpfen von Südrussland laufend von einem Wachtmeister vergewaltigt.
Nebenpersonen
DER KAPLAN
Paul, ist Kaplan und ein Freund von Andreas, der ihn am Anfang zum Zug begleitet hat. Andreas hat das Gewehr bei ihm vergessen.
UNBEKANNTES MÄDCHEN
Andreas hat bei einem körperlichen Zusammenbruch in der Nähe von Amiens (F) im Bruchteil einer Sekunde in ihre Augen gesehen. Kurz danach wurde Andreas verwundet. Seither hoffte er, ihr eines Tages wieder zu begegnen.
Übrige Personen
- Kaffeemädchen in Dortmund
- Dicker, junger, rotgesichtiger Leutnant (steigt in Dresden zu)
- Wachtmeister (Schänder des Blonden)
- Puffmutter mit Sparbüchsenmund in Lemberg
- General (Freier von Olina)
- Tante Marianne, Pflegemutter Andreas, Schwester seiner Mutter
- Onkel Hans, Pflegevater von Andreas, Rechtsanwalt

## Religiöses Element in der Geschichte
Als wesentlich ist wohl folgende Aussage zu werten: „Wohin ich dich auch führen werde: es wird das Leben sein.“ Diese Rechtfertigung Olinas, kurz vor dem Tod, weist auf die Überzeugung des Autors hin, dass er an ein anderes, neues Leben nach dem Tode glaubt. Das Religiöse hält sich in der ganzen Geschichte im Hintergrund. Da ist der Kaplan, ein Freund von Andreas, der ihn auf den Zug begleitet. Rückblenden auf ihn, was er gerade als Geistlicher wohl tut. Auffällig ist auch, dass Andreas bei ihm das Gewehr vergessen hat und der Kaplan deswegen Schwierigkeiten haben könnte. (Konflikt Kirche – Staat und Kirche – Krieg) Andreas erinnert sich während der Reise oft, dass er in seinen letzten Lebenstagen mehr beten sollte. Wenn er betet, sind es die in der Kindheit einstudierten Rituale. Er schließt alle Menschen in die Gebete ein – auch wenn er sich hinterfragt, ob es diese oder jene wohl verdient hätten. Wesentlich ist auch der Hinweis: „Du darfst nicht zulassen, dass ein Mensch sich deinetwegen erniedrigt fühlt.“ Böll richtet damit den Blick zur Nächstenliebe und zur Anerkennung der Würde eines jeden Menschen – zutiefst christliche, religiöse Werte.

## Element der Liebe
Andreas wird während der ganzen Geschichte von einem Augenpaar begleitet, welches sich, kurz vor einem Zusammenbruch, in seinem Gedächtnis einprägte. Er verband damit eine imaginäre Liebe zu einer ihm noch unbekannten Frau. Diese Liebe half ihm durch alle Wirren des Krieges hindurch, gab ihm Lebenswillen, gab ihm Sinn, durchzustehen. In der letzten Nacht vor seinem Tod lernt er die Dirne Olina kennen. Sie verlieben sich. Es ist eine zärtliche, geistige Liebe ohne körperliches Begehren. Olina erklärt ihm: Die Liebe ist immer bedingungslos und er erkennt dabei, dass seine Art von Liebe bis jetzt Ansprüche hatte: alles erlogen und Selbstbetrug – ich glaubte nur ihre Seele zu lieben … und hätte alle diese tausend Gebete verkauft für einen einzigen Kuss von ihren Lippen … aber was ist eine Menschenseele ohne Leib. Böll stellt sehr hohe Ansprüche an die Liebe zwischen Mann und Frau, vor allem aber erhebt er die Frau aus der Untertanen-Rolle, er emanzipiert sie, erkennt sie als gleichberechtigten Menschen. Die gegenseitige Liebe ist ohne Bedingungen.

## Menschen am Rande
Böll macht auch in dieser Geschichte auf die Menschen am Rande aufmerksam. Bei ihnen setzt er die Maßstäbe an, an ihnen rechtfertigt sich unsere humane Gesellschaft. Er schält ihre Besonderheiten heraus, er zeigt auf, weshalb sie von der Gesellschaft an den Rand gedrängt wurden. Er hinterfragt die Schicksale und das Inhumane, welches zu diesen Schicksalen führt. Im Gegensatz dazu stehen die von der Gesellschaft als erfolgreich Anerkannten. Andreas’ Pflegevater zum Beispiel, dieser erfolgreiche, aber gefühllose Rechtsanwalt, der seine Familie unterdrückt und alles seinem Ansehen in der Öffentlichkeit unterordnet. Der General, welcher viele tödliche Informationen bei der Dirne Olina hinterlässt: er redete wie ein sentimentaler Pennäler… quasselte er mir vor Geilheit allerlei daher, was ungeheuer wichtig war. Werte wie Geld, Reichtum, Titel, Macht werden der Liebe, dem Gefühl, der Mitmenschlichkeit gegenübergestellt. Willi, der auf seiner Fahrt alles mit seinen neuen Freunden teilt, für sie einsteht. Der Blonde, ein im Krieg verführter und verdorbener junger Mann steht ohnmächtig und hilflos dem Leben gegenüber. Die Dirne Olina, durch den Krieg zur Prostitution gezwungen, im Dienste ihres Vaterlandes als Spionin für die Partisanen. Sie erkennt, dass auch sie falschen Mächten dient und immer nur die Unschuldigen die Opfer sind.

## Rezeption
Wolfgang Lohmeyer schrieb in der von Alfred Döblin herausgegebenen Literaturzeitschrift Das Goldene Tor (5. Jg., 1950, Heft 1) über Bölls Erzählung: „Ein Soldat fährt im Fronturlauberzug von Westdeutschland nach Lemberg. Im Zug kommt ihm – in einer Art assoziativer Logik – die Erkenntnis, daß er zwischen Lemberg und Czernowitz sterben wird. Keine Ahnung – ein Wissen. Und nun steht die Fahrt im Zeichen des Abschieds. Ein bei aller Monotonie der Vorgänge, Gespräche und Gedanken (man wird an Wolfgang Borchert erinnert) erregendes Stück Prosa. Ein greller Scheinwerfer, der in die makabre Düsternis des letzten Kriegsjahres fährt. In diesem ernsten, gewichtigen Buch, das ganze 145 Seiten stark ist, wird in nüchterner und doch dichterischer Sprache von Angst, Glaubenslosigkeit, Schulderkenntnis, Gebet und Sühne gehandelt, und zwar so, daß man es auch heute noch lesen kann, ja, lesen sollte! – Das nenne ich ein dokumentarisches Buch.“

## Ausgaben
- Die erste Ausgabe erschien 1949 im Verlag Friedrich Middelhauve, Opladen.[4]
- Eine preiswerte Ausgabe der Erzählung liegt bei dtv vor, ISBN 978-3-423-00818-1.
- Eine Ausgabe mit sieben Originallithographien von Bernhard Heisig erschien im Verlag Faber & Faber, Leipzig 1998.
- Die erste kommentierte Ausgabe erschien 2003 in Band 4 der Kölner Böll-Ausgabe (Kiepenheuer & Witsch). Diese Ausgabe bietet den fehlerhaften Text der ersten Böll-Werkausgabe von 1977/79.[5]
- Jean-Paul Sartre, Hauptvertreter des französischen Existenzialismus, veröffentlichte eine Übersetzung der Erzählung in seiner Zeitschrift Les Temps modernes (Oktober bis Dezember 1953). Die Buchausgabe von Le Train était à l’heure erschien im März 1954.[6]

## Forschungsliteratur / Interpretationen
- Bernd Balzer: Der Zug war pünktlich. In: Das literarische Werk Heinrich Bölls. Einführung und Kommentare. München 1997. S. 39–65.
- Werner Bellmann: Heinrich Bölls erste Buchveröffentlichung „Der Zug war pünktlich“. Zu Druckgeschichte, Textentwicklung und Kommentierung – anlässlich einer misslungenen Neuedition. In: Wirkendes Wort, 65 (2015) Heft 1, S. 87–104.
- Árpád Bernáth: Der Anfang eines mystischen Versuches. Zur Interpretation der Erzählung „Der Zug war pünktlich“ von Heinrich Böll. In: Árpád Bernáth/Károly Csuri/Zoltán Kanyó: Texttheorie und Interpretation. Untersuchungen zu Gryphius, Borchert und Böll. Scriptor, Kronberg/Ts. 1975 (Theorie – Kritik – Geschichte. 9.) S. 225–263.
- Hans Joachim Bernhard: Der Zug war pünktlich. In: H. J. B.: Die Romane Heinrich Bölls. Gesellschaftskritik und Gemeinschaftsutopie (1970). 2., durchges. u. erw. Aufl.: Rütten & Loening, Berlin 1973. (Germ. Studien.) S. 16–39.
- Walter Delabar: „Der Zug war pünktlich“. In: Heinrich Böll. Romane und Erzählungen. Interpretationen. Hrsg. von Werner Bellmann. Reclam, Stuttgart 2000. S. 35–43.
- Gary Schmidt: Koeppen – Andersch – Böll. Homosexualität und Faschismus in der deutschen Nachkriegsliteratur. Mit einem Geleitwort von Rüdiger Lautmann. Männerschwarm Skript-Verlag, Hamburg 2001. [S. 20–52 zu Bölls Der Zug war pünktlich und Billard um halbzehn]
- Max Stebler: Die Todesmotivik in Heinrich Bölls „Der Zug war pünktlich“. In: Orbis Linguarum 12 (1999), S. 81–88.
- Werner Zimmermann: „Der Zug war pünktlich“. In: W. Z.: Deutsche Prosadichtungen der Gegenwart. Interpretationen für Lehrende und Lernende. Düsseldorf 1954. S. 99–118.